# Elecciones generales de Lesoto de 2022
Las elecciones generales de Lesoto de 2022 se llevan a cabo el 7 de octubre de 2022 para renovar a los miembros de la Asamblea Nacional de Lesoto.
La elección es una victoria aplastante para el nuevo opositor Revolución para la Prosperidad (RFP), fundado por el acaudalado empresario Sam Matekane, que gana fácilmente e incluso pierde por poco la mayoría absoluta de los escaños. El Congreso Democrático, también en la oposición, ocupó el segundo lugar con casi una cuarta parte de los escaños, mientras que la Convención de Todos los Basotos (ABC) del primer ministro Moeketsi Majoro se derrumbó y perdió casi todos sus escaños.
La RFP formó rápidamente un gobierno de coalición con la Alianza de Demócratas (AD) y el Movimiento para el Cambio Económico (MEC), lo que llevó a Matekane al puesto de Primer Ministro.

## Antecedentes
Las elecciones legislativas de 2017, organizadas anticipadamente tras la votación de una moción de censura contra el primer ministro Pakalitha Mosisili del Congreso Democrático (DC), tras la caída de la coalición que lo apoyaba, dieron como resultado una alternancia en el poder.
El partido opositor Convención de todos los Basotho (ABC) ganó la votación y obtuvo la mayoría relativa de los escaños, mientras que el Congreso Democrático (DC) liderado por Mosisili perdió más de un tercio de sus escaños. Dirigido por Tom Thabane, el ABC formó un gobierno de coalición con otros tres partidos, la Alianza de Demócratas (AD), el Partido Nacional Basotho (BNP) y el Congreso Reformado de Lesoto (RCL), lo que permitió a Thabane convertirse en primer ministro.
Acusado de haber ordenado el asesinato de su exesposa Lipolelo Thabane dos días antes de su toma de posesión en 2017, el primer ministro fue forzado a renunciar el 19 de mayo de 2020. Sustituido al día siguiente por el ministro de Hacienda Moeketsi Majoro, también del ABC, Thabane es posteriormente oficialmente acusado de asesinato a finales de noviembre de 2021.
La organización de las elecciones legislativas de 2022 se complico por la pandemia de Covid-19 y la falta de presupuesto, lo que empuja al gobierno a posponer la votación de junio a septiembre, luego a octubre.

## Sistema electoral
Los 120 miembros de la Asamblea Nacional son elegidos utilizando el sistema de representación proporcional mixta, con los votantes emitiendo un solo voto. Ochenta miembros son elegidos en circunscripciones uninominales por escrutinio mayoritario uninominal, y los restantes cuarenta son elegidos de una circunscripción única en todo el país con una lista cerrada como "asientos de ajuste". Los votos de cada circunscripción se suman (con los votos emitidos a favor de candidatos independientes ignorados) para dar un total a nivel nacional para cada partido. Una cuota de los 120 escaños totales en la Asamblea Nacional se calcula entonces usando el porcentaje de votos de cada partido y el número de escaños obtenidos en las circunscripciones se deduce con el fin de dar el número del 40 asientos de ajuste, asientos que recibe un partido. Si el número total de asientos debido a ser otorgado es menor que 120, se utiliza el método del resto mayor para distribuir los asientos de ajuste restantes.

## Conducta
Los colegios electorales abrieron a las 07:00. Delegaciones de la Unión Africana, la Comunidad de Desarrollo de África Meridional, la Manconumidad de Naciones y la Unión Europea estuvieron presentes para observar el proceso.
La votación concluyó a las 17:00. Si bien no hubo informes de trastornos significativos en el proceso electoral, los colegios electorales rechazaron a varias personas cuyos nombres no figuraban en el registro electoral. El director de la Comisión Electoral Independiente (IEC), Mpaiphele Maqutu, dijo que la participación fue mayor que en elecciones anteriores. Sin embargo, el IEC reconoció que la participación en algunas regiones rurales fue baja, con una menor presencia de votantes en lugares como Thaba-Tseka.

## Resultados
Queda vacante un escaño al día siguiente de las elecciones del 7 de octubre, aplazándose para una fecha posterior la elección del diputado por la circunscripción del Área del Estadio por el fallecimiento a finales de septiembre de uno de los candidatos
| Partido     | Partido                              | Votos   | %     | Escaños | +/–         |
| ----------- | ------------------------------------ | ------- | ----- | ------- | ----------- |
|             | Revolución para la Prosperidad       | 199,867 | 38.81 | 56      | Nuevo       |
|             | Congreso Democrático                 | 128,105 | 24.87 | 29      | 1           |
|             | Convención de Todos los Basotos      | 37,553  | 7.29  | 8       | 40          |
|             | Partido de Acción Basoto             | 29,118  | 5.65  | 6       | Nuevo       |
|             | Alianza de Demócratas                | 20,798  | 4.04  | 5       | 4           |
|             | Movimiento por el Cambio Económico   | 17,093  | 3.32  | 4       | 2           |
|             | Congreso por la Democracia de Lesoto | 12,174  | 2.36  | 3       | 8           |
|             | Socialistas Revolucionarios          | 10,738  | 2.08  | 2       | Nuevo       |
|             | Partido Nacional Basoto              | 7,343   | 1.43  | 1       | 4           |
|             | Frente Popular por la Democracia     | 4,636   | 0.90  | 1       | 2           |
|             | Cumbre Política Mpulule              | 4,482   | 0.87  | 1       | Nuevo       |
|             | Movimiento del Pacto Basoto          | 4,112   | 0.80  | 1       | Nuevo       |
|             | ESPERANZA – Mphatlalatsane           | 3,713   | 0.72  | 1       | Nuevo       |
|             | Partido Nacional Independiente       | 3,703   | 0.72  | 1       | Sin cambios |
|             | Partidos sin representación          | 61,049  | 11.85 | 0       | -           |
|             | Vacante                              | -       | -     | 1       | -           |
| Total       | Total                                | 515,018 | 100   | 120     | –           |
| Fuente: IEC |                                      |         |       |         |             |

## Análisis y consecuencias
Revolución para la Prosperidad (RFP) es el gran ganador de las elecciones, que ganó 56 escaños de 120, perdiendo por poco la mayoría absoluta de 61 escaños. Fundada en marzo de 2022 por Sam Matekane, un hombre de negocios que hizo su fortuna en el diamante, la RFP había hecho campaña sobre el tema de la lucha contra la corrupción y el nepotismo para desarrollar la economía, posiciones calificadas como «populista» por los medios de comunicación.
El Congreso Democrático (DC) logró el segundo lugar. Aunque tuvo un ligero retroceso, conserva 29 escaños y se mantiene así como segunda fuerza al parlamento. La Convención de Todos los Basotos (ABC) del Primer ministro que saliente Moeketsi Majoro es el gran perdedor del escrutinio. Resbalando de la primera posición al tercer lugar, solo obtiene 8 escaños contra 48 en 2017. El resto de los escaños está repartido entre once pequeñas formaciones políticas, dejando abierto la elección de uno o varias socios de coalición al RFP. El 11 de octubre, Sam Matekane anuncia la conclusión de un acuerdo de coalición entre Revolución para la prosperidad, Alianza de Demócratas (AD) y el Movimiento para el Cambio Económico (MEC), permitiendo a Matekane de acceder al cargo de Primer ministro.